# Ptinus variegatus
Ptinus variegatus är en skalbaggsart som beskrevs av Rossi 1794. Ptinus variegatus ingår i släktet Ptinus och familjen Ptinidae. Inga underarter finns listade i Catalogue of Life.